# 阿达尔贝托·贾佐托
阿达尔贝托·贾佐托（義大利語：Adalberto Giazotto，1940年2月1日—2017年11月16日），意大利物理学家，室女座干涉仪的设计者之一。

## 生平
贾佐托出生于热那亚，父亲是音乐学家雷莫·賈佐托。他从罗马大学获得了物理学学位。贾佐托协助设计了室女座干涉仪，后者于2017年探测到了引力波。